# Hymenopus
Hymenopus es un género de mantis de la familia Hymenopodidae. Se encuentra en los bosques tropicales del este de Asia. Tiene una única especie:
- Hymenopus coronatus [3]